# Teri Moïse (album de Teri Moïse)
Albums de Teri Moïse
Teri Moïse
(1999)
Teri Moïse est le premier album de la chanteuse et musicienne américaine francophone Teri Moïse, sorti en 1996. Il a paru sur le label Source, au sein de Virgin Records. 
Succès considérable, le titre Les Poèmes de Michelle, qui ouvre l'album, lui vaut une Victoire de la musique dans la catégorie "Artiste interprète francophone" et le Prix Vincent-Scotto de la Sacem.
L'album a été produit à la fois par Jean-Claude Ghrenassia et par Étienne de Crécy. 
Les séances d'enregistrement ont eu lieu au Studio Gang à Paris.

## Liste des pistes
1. Les Poèmes de Michelle
2. Adieu
3. Aimez-moi comme avant
4. Il était mon avenir
5. Ce conseil
6. Canal 2000
7. Je serai là
8. Une femme qui sait ce qu'elle veut
9. Comment aller là-bas
10. Les Pages

## Crédits
- Production : Étienne de Crécy (1-8, 10),  Étienne Wersinger, Jean-Claude Ghrenassia
- Arrangements : Étienne Wersinger, Jean-Claude Ghrenassia (cordes), Jean-Philippe Dary

- Teri Moïse : chant, basse (3, 8)
- Nicolas Godin : guitare acoustique (1)
- Sébastien Martel : guitare électrique (2)
- Henri Daguerre (1-2) : basse
- Jean-Claude Ghrenassia, Jean-Philippe Fanfant (9) : batterie
- Étienne Wersinger : Clavinet, Fender Rhodes, synthétiseur Moog, Vocoder
- Jean-Philippe Dary : Fender Rhodes, synthétiseurs, piano
- Joseph Fartoukh : persussions, flûte
- Anne Causse, Bertrand Causse, Caroline Damas, Cécile Varliette, Florence Charlin : cordes
- Patrick Marie Magdeleine : guitare électrique
- Malik "Majic" Mezzadri : flûte
- Arnold Moueza : percussion
- Eddy Delomenie : saxophone
- Jean François Quellec : trombone
- Franck Delpeux : trompette
- Thierry Fanfant : basse, guitare acoustique